# Medibank International 2005 - Doppio femminile
Il doppio femminile  del torneo di tennis Medibank International 2005, facente parte del WTA Tour 2005, ha avuto come vincitrici Bryanne Stewart e Samantha Stosur che hanno battuto in finale Elena Dement'eva e Ai Sugiyama per walkover.

## Teste di serie
1. Lisa Raymond /  Rennae Stubbs (primo turno)
2. Conchita Martínez /  Virginia Ruano Pascual (semifinali)

1. Elena Dement'eva /  Ai Sugiyama (finale)
2. Barbara Schett /  Patty Schnyder (primo turno)

## Tabellone

### Legenda
| - Q = Qualificato - WC = Wild card - LL = Lucky loser | - ALT = Alternate - SE = Special Exempt - PR = Protected Ranking | - w/o = Walkover - r = Ritirato - d = Squalificato |